# Nattefrost
Роджер Расмуссен (норв. Roger Rasmussen; более известный как Nattefrost) — норвежский музыкант, играющий в жанре блэк-метал, известный как основатель и вокалист группы Carpathian Forest. Он также руководит сайд-проектами World Destroyer и Kreft, а с 2003 года также имеет собственный сольный проект.

## Биография
Расмуссен родился в Саннесе, Ругаланн, Норвегия. Его первые музыкальные начинания были связаны с блэк-метал группой The Childmolesters, которую он основал в 1990 году вместе со своим будущим коллегой по группе Carpathian Forest Johnny «Nordavind» Krøvel. Группа просуществовала очень недолго и распалась в том же году; из ее пепла возникла группа «Enthrone», которая в 1992 году сменила название на «Carpathian Forest». В первые годы существования Carpathian Forest Nattefrost использовал псевдоним Lord Nosferatu; как «Nattefrost» (с норв. «Ночной мороз») он стал известен в 1995 году, когда группа выпустила свой первый EP, Through Chasm, Caves and Titan Woods.
В 2000 году Наттефрост создал свой первый сайд-проект «World Destroyer» вместе с Эйвиндом Кулде и его коллегой по группе «Carpathian Forest» Даниэлем Врангсинном. Группа выпустила демо-альбом «Diabolical Quest» в 2004 году; на данный момент это их единственный релиз. Также формирует дуэт Kreft в 2011 году вместе с Патологом Фальком, выпустив в том же году EP Lommemannen.
В 2003 году Наттефрост объявил, что начнет сольный проект, а в следующем году выпустил свой первый альбом Blood & Vomit. Его второй альбом, Terrorist (Nekronaut, Part I), вышел в следующем году и сопровождался гостевыми выступлениями многочисленных музыкантов, таких как Карл-Майкл Эйде, Санрабб из Gehenna и Хоест из Taake. Он также выпустил концертный EP в 2006 году под названием «Drunk and Pisseskev on Ringnes 2004», который был записан во время его первого шоу в Рингнесе, а сборник раритетов «Hell Noise and Live Terrorism» вышел в 2008 году.
Последним релизом Nattefrost стал сплит-альбом Engangsgrill 2009 года с дум-метал сайд-проектом Фенриза из Darkthrone «Fenriz’s Red Planet». В 2016 году он сотрудничал с Urgehal, предоставляя вокал и тексты песен для песни «Endetid» с их седьмого альбома Aeons in Sodom. Ранее он сотрудничал с Green Carnation (Light of Day, Day of Darkness), Taake (Hordalands doedskvad) и Aura Noir (The Merciless).

## Дискография

### В Carpathian Forest
- 1998: Black Shining Leather
- 2000: Strange Old Brew
- 2001: Morbid Fascination of Death
- 2003: Defending the Throne of Evil
- 2006: Fuck You All!!!! Caput tuum in ano est

### В Nattefrost
- 2004: Blood & Vomit
- 2005: Terrorist (Nekronaut, Part I)
- 2006: Drunk and Pisseskev at Ringnes 2004 (EP)
- 2008: Hell Noise and Live Terrorism (сборник)
- 2009: Engangsgrill (сплит с Fenriz' Red Planet)

### В World Destroyer
- 2004: Diabolical Quest (демо)

### В Kreft
- 2011: Lommemannen (EP)